# Alexej Kondraťjevič Savrasov
Alexej Kondraťjevič Savrasov, též psaný Aleksej Kondratěvič Savrasov (rusky Алексе́й Кондра́тьевич Савра́сов; 24. května 1830, Moskva – 8. října 1897 tamtéž) byl ruský realistický malíř, známý především jako autor krajinomaleb.
Narodil se jako syn kupce a brzy projevoval výtvarné nadání. Na Moskevskou školu malby, sochařství a architektury byl přijat již roku 1844, absolvoval 1850. Specializoval se na krajinomalbu. Po pobytech na Ukrajině a v Petrohradě se vrátil do Moskvy, kde roku 1857 začal učit na škole, již vystudoval, a oženil se se Sofií Gercovou (Hertzovou). K jeho žákům patřili Isaak Levitan a Konstantin Korovin.
Roku 1870 se stal členem uměleckého sdružení Peredvižniků. V té době zaznamenával úspěchy na výstavách i mimo Rusko. Postupně však podlehl alkoholismu, jeho kariéra se rozpadla a skončil jako bezdomovec.

## Galerie

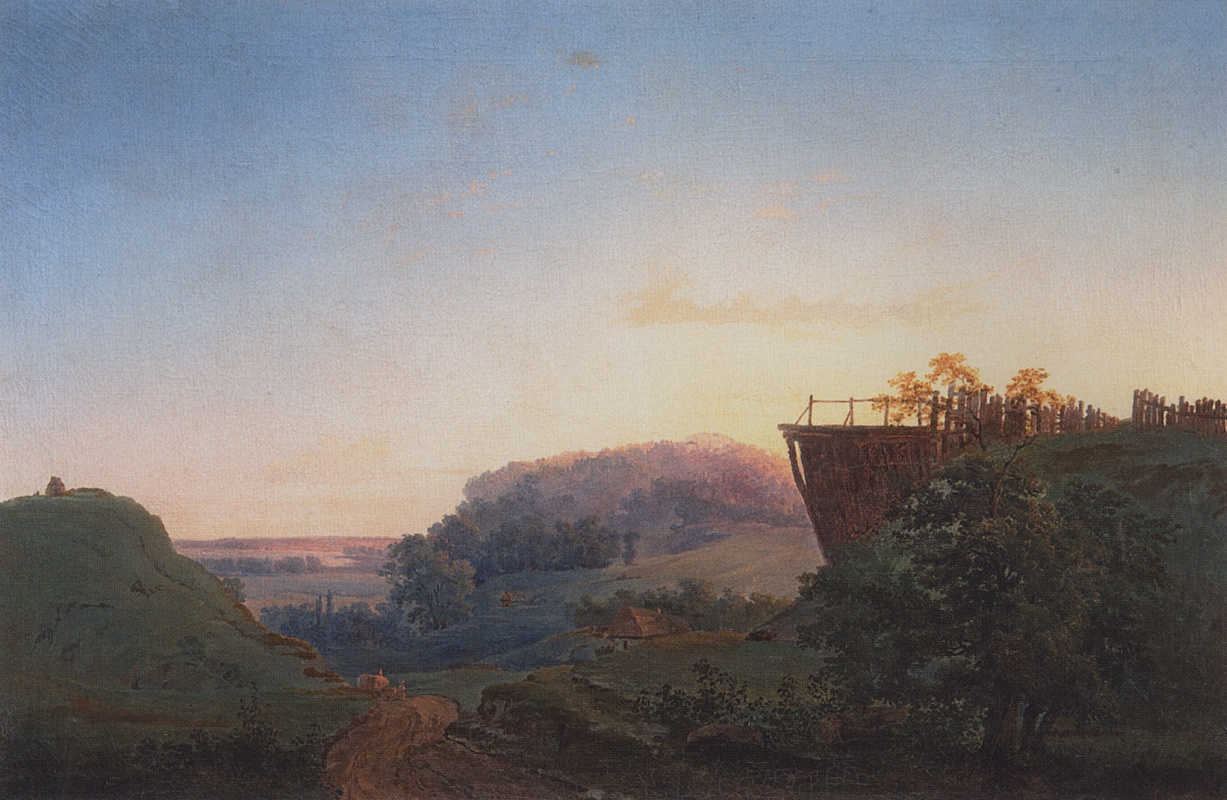
Ukrajinská krajina, 1849
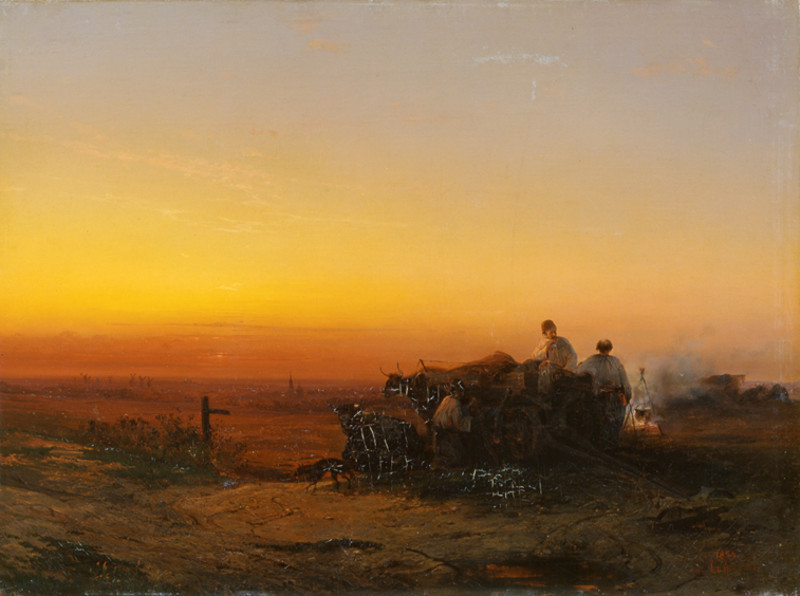
Čumaci, 1854
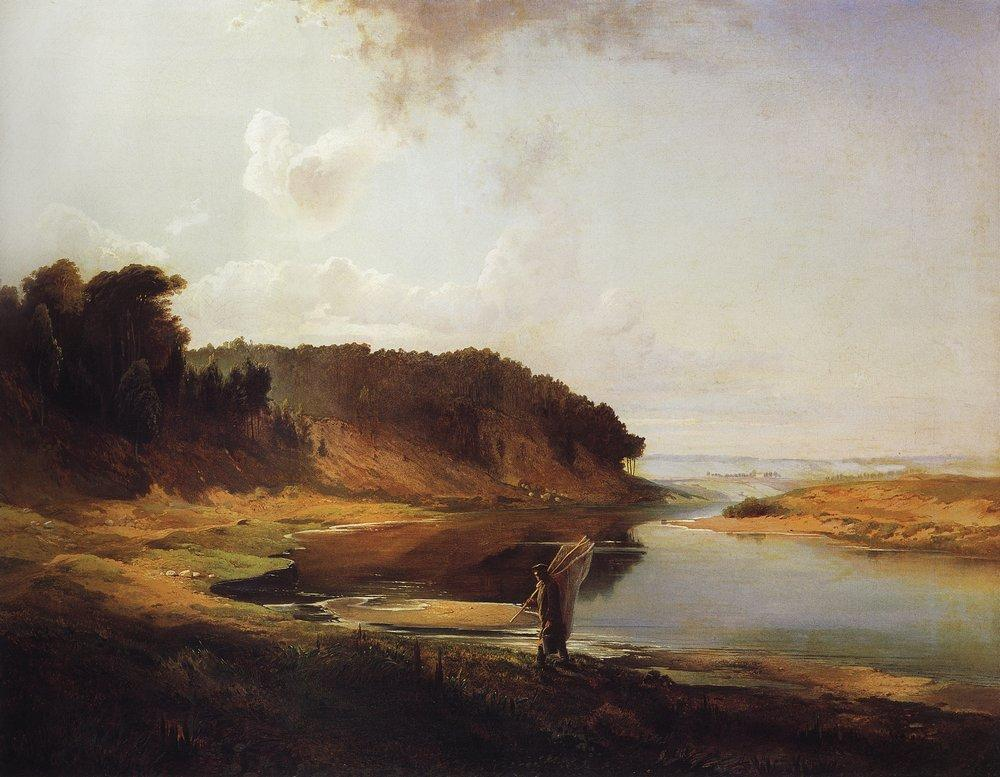
Krajina s řekou a rybářem, 1859
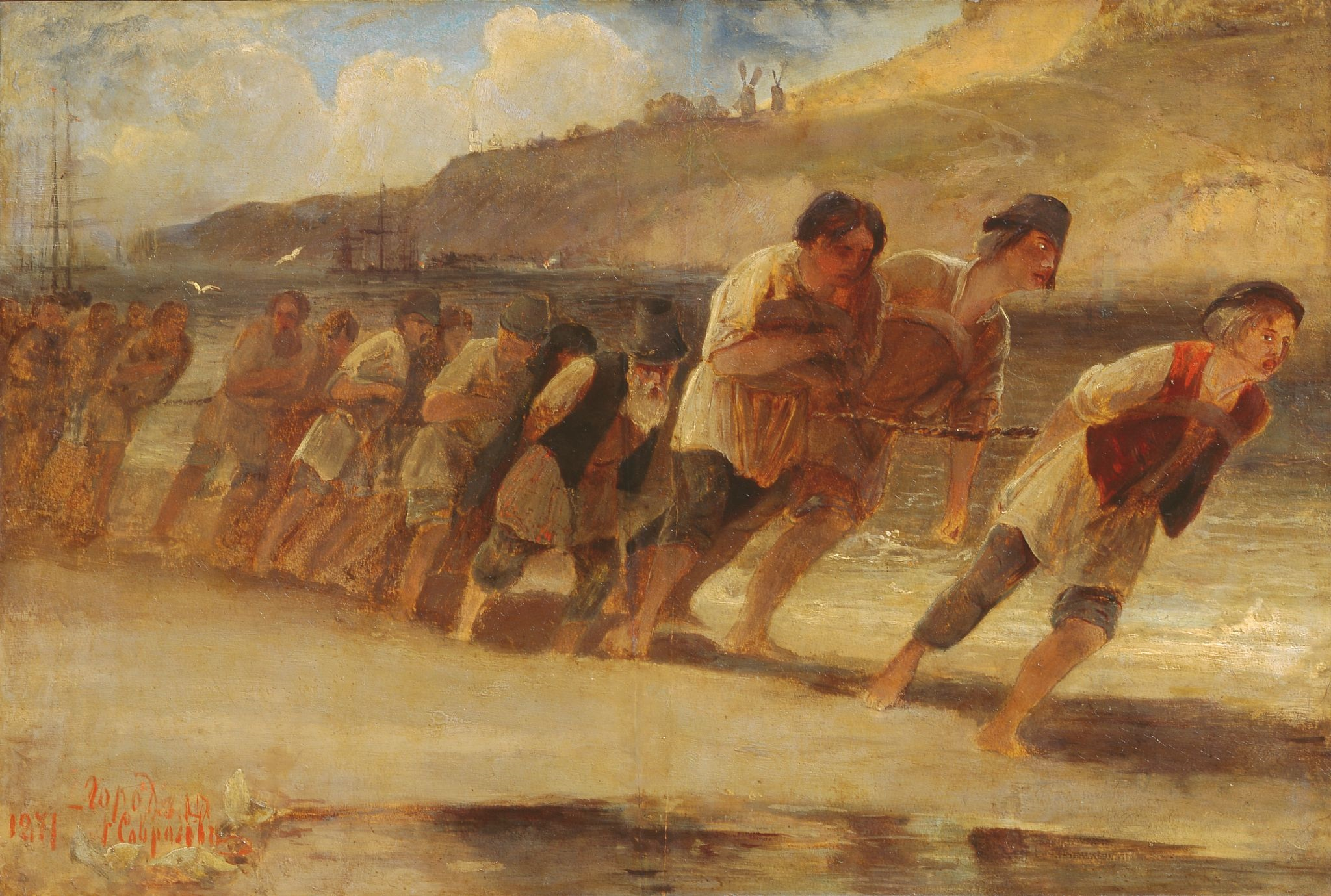
Burlaci na Volze, 1871
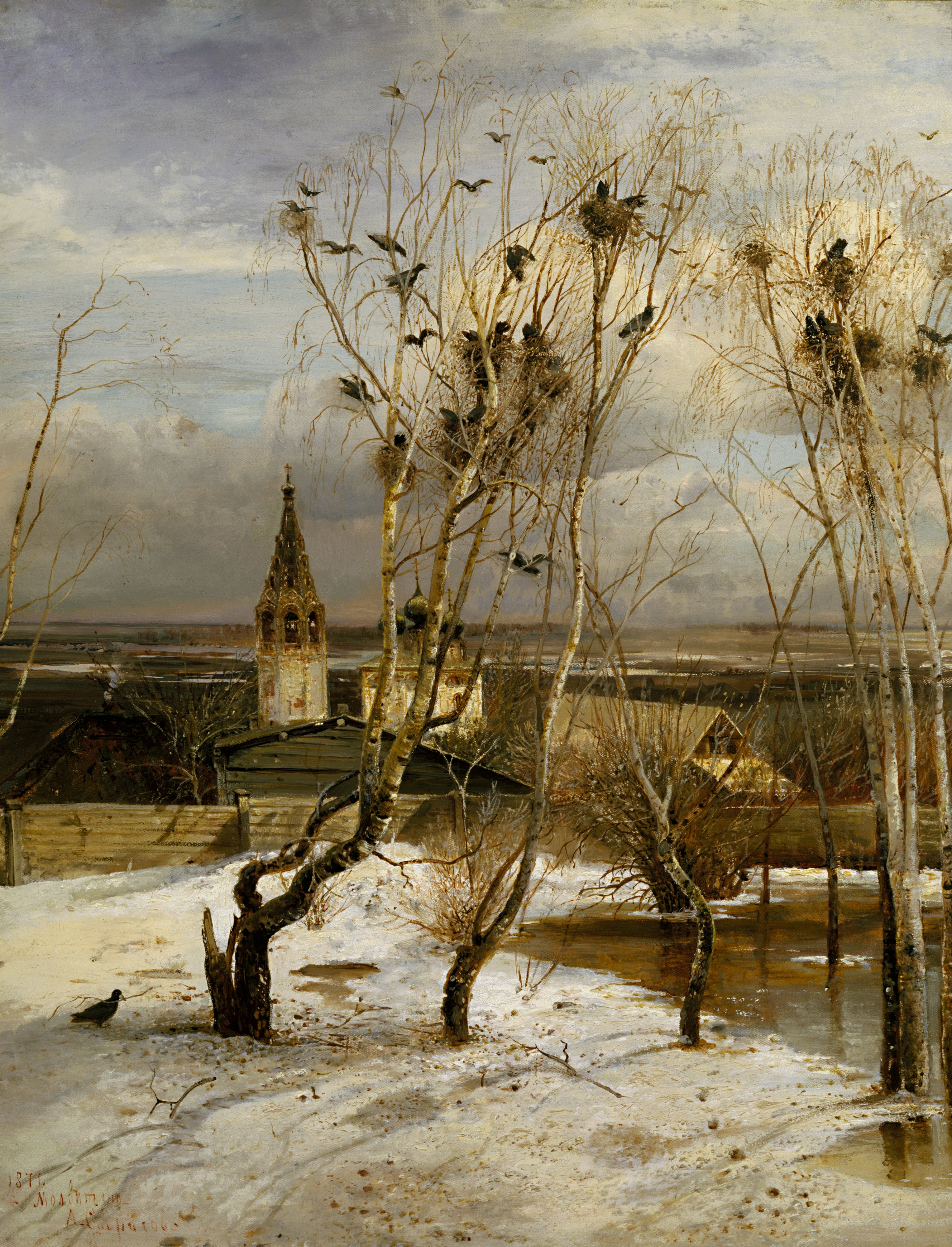
Havrani přiletěli, 1871
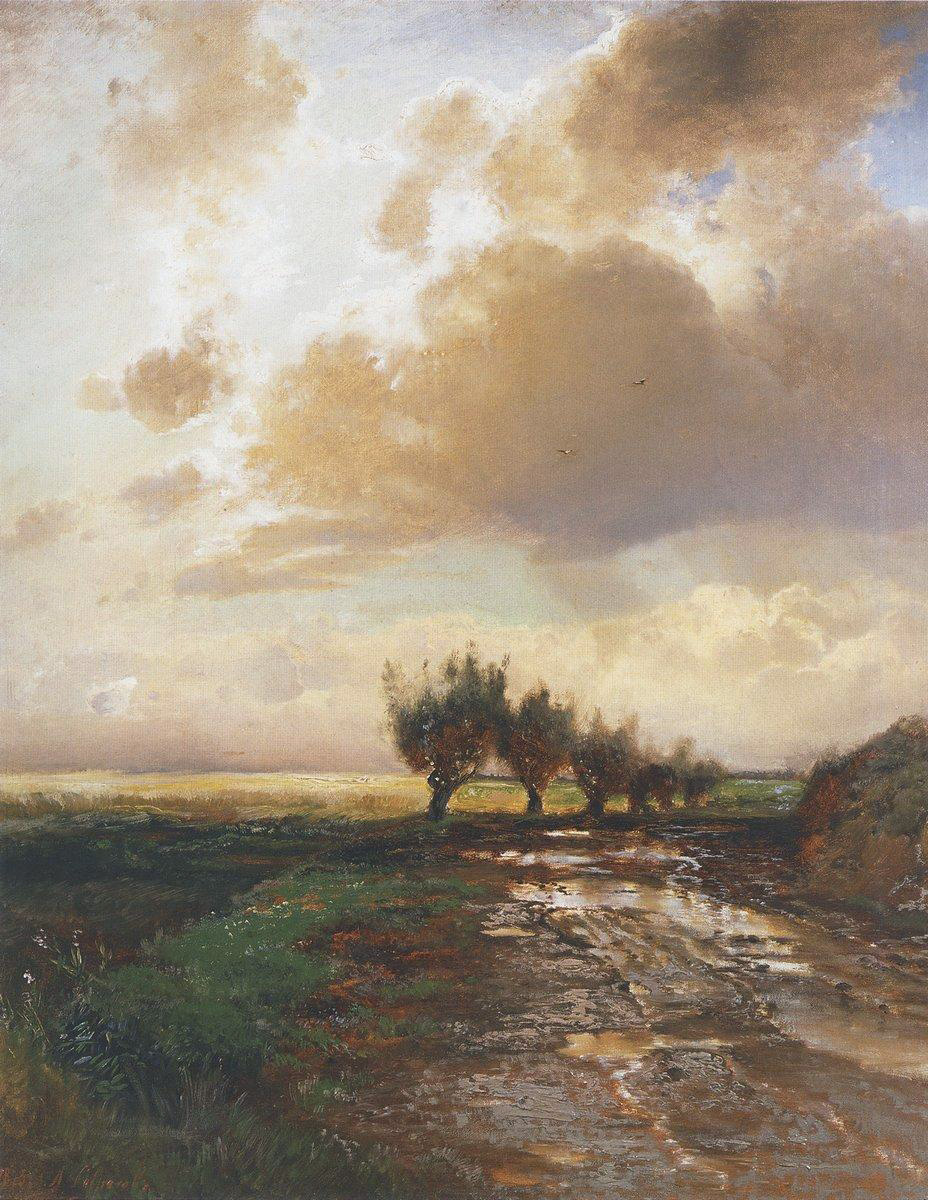
Polní cesta, 1873
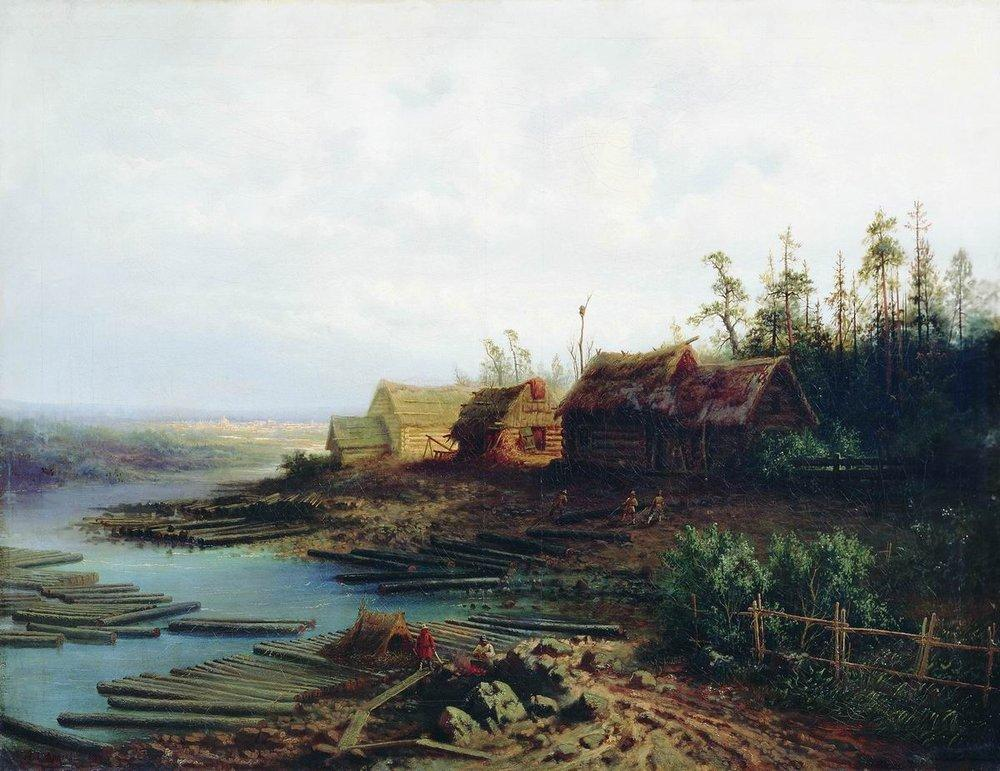
Vory, 1873
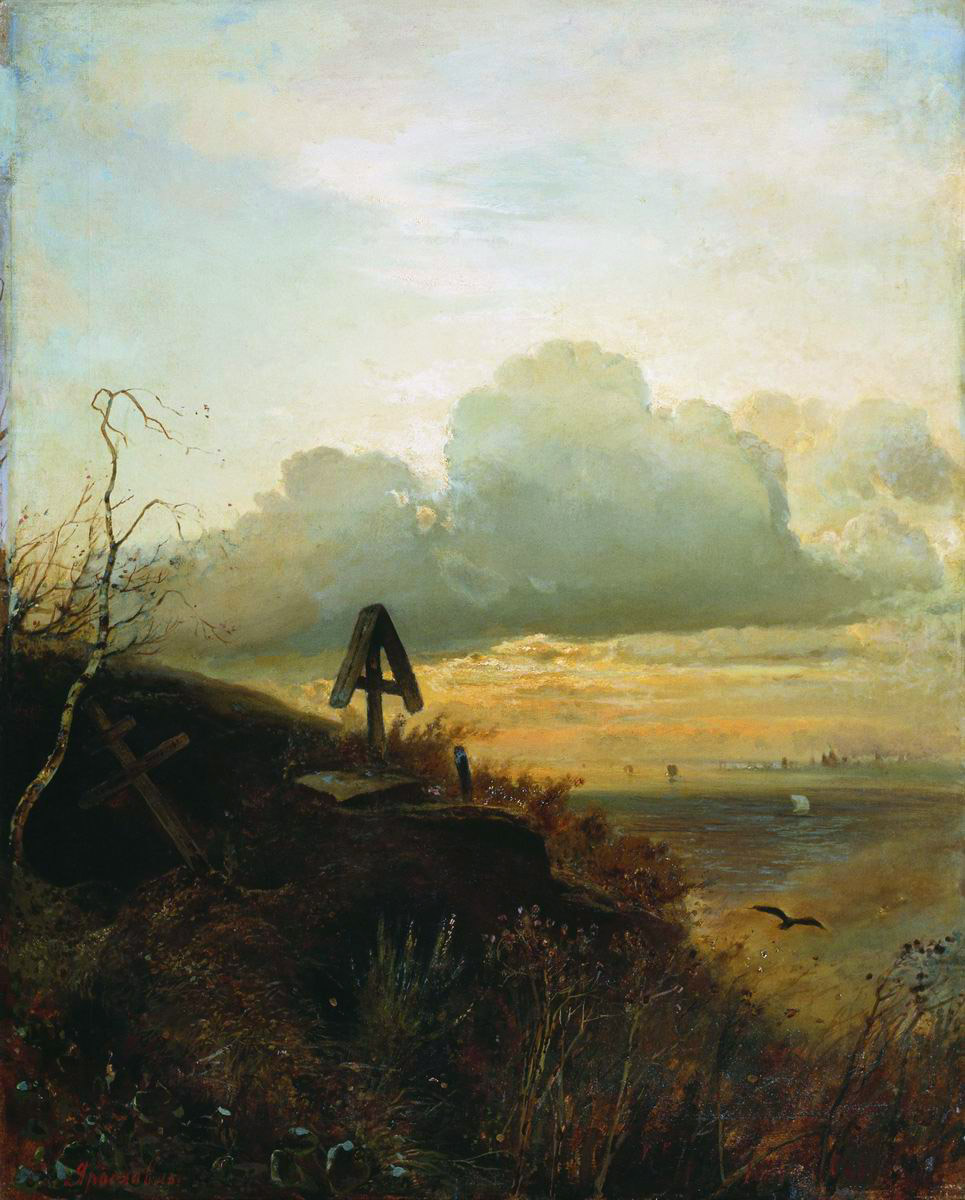
Hrob na Volze, 1874
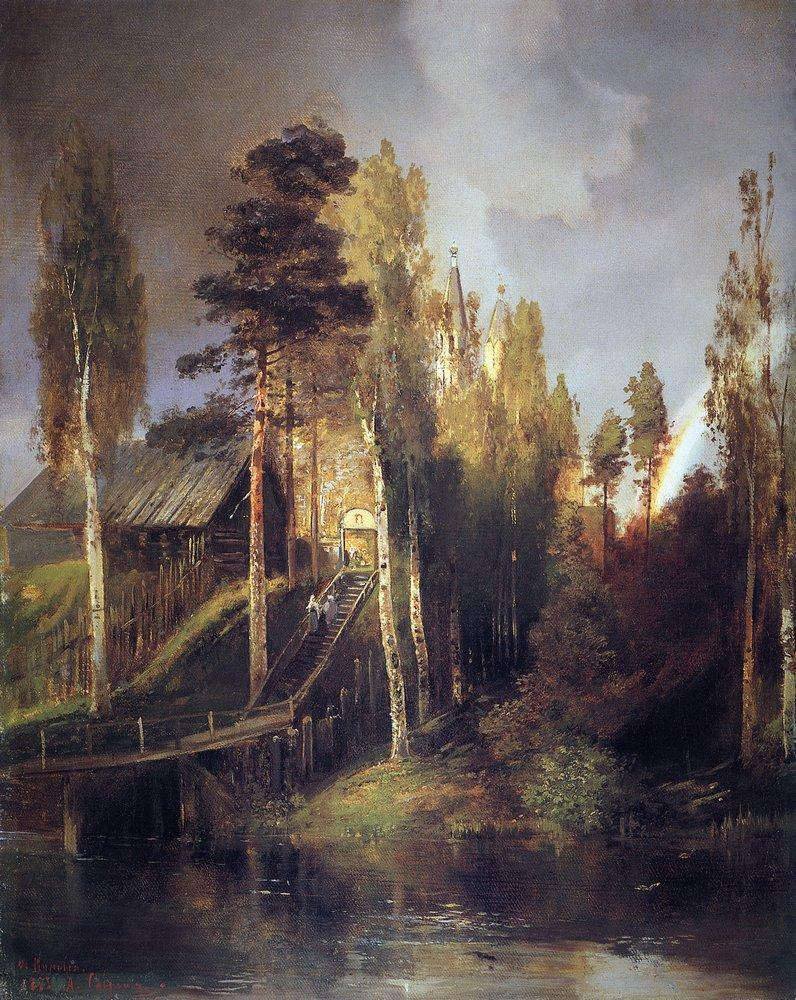
U bran kláštera, 1875
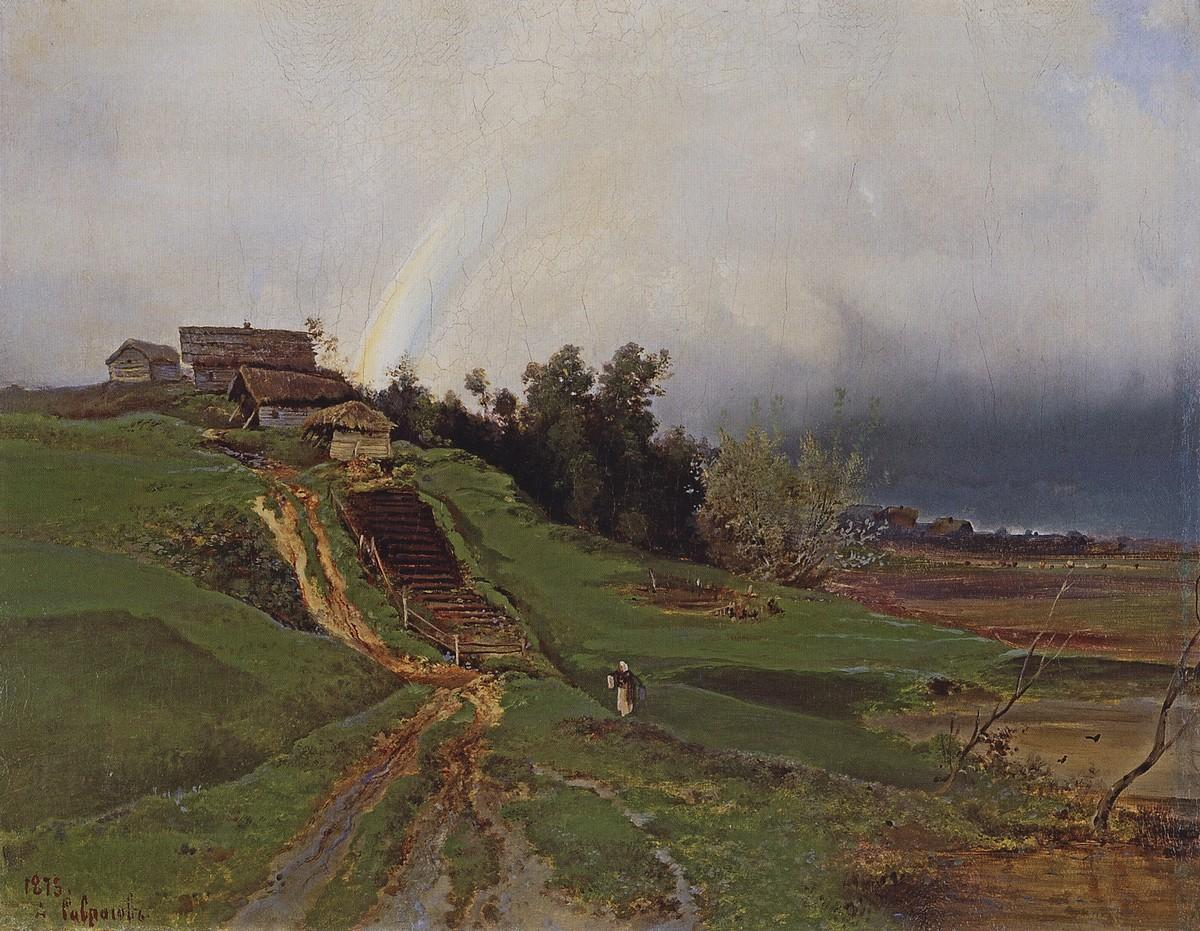
Duha, 1875
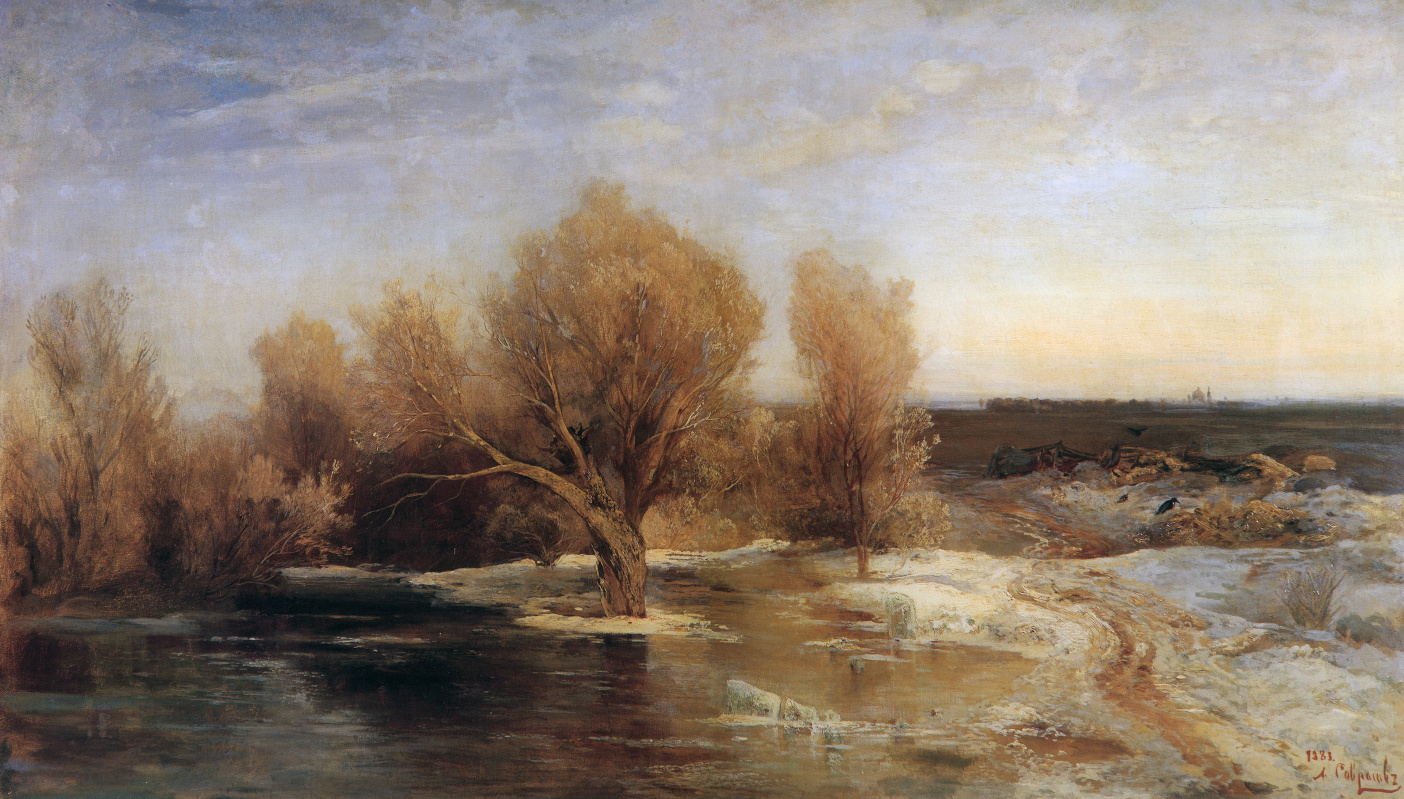
Jaro, 1883
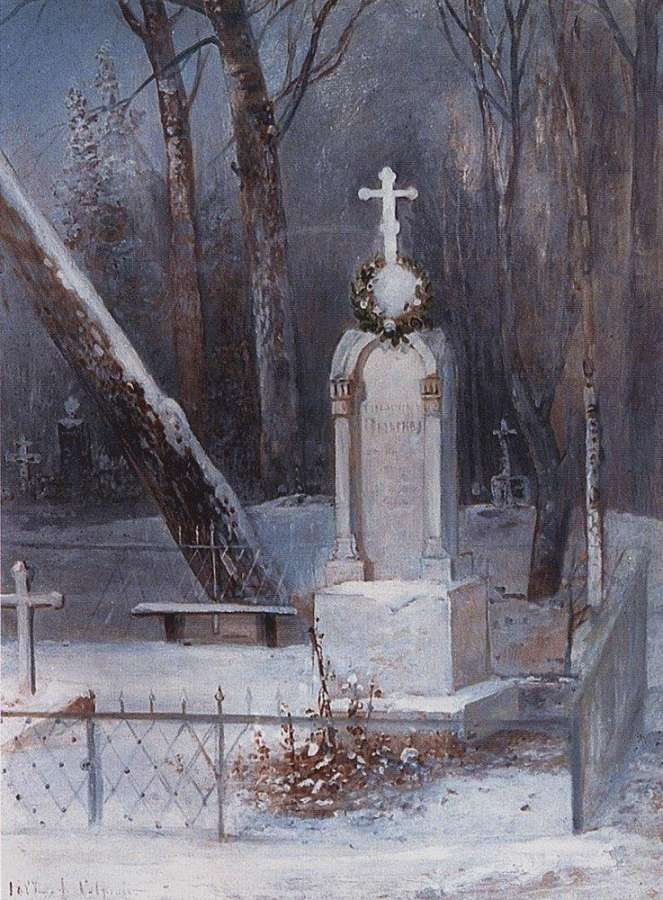
Hrob, 1884